# قسم سادات محمودي الريفي (مقاطعة دنا)
قسم سادات محمودي الريفي (بالفارسية: دهستان سادات محمودی) هي قسم تقع في إيران في ناحية باتاوة. يقدر عدد سكانها بـ 10,370 نسمة .